# أيمن الذهبي
أيمن الذهبي (مواليد 19 نوفمبر 1987) هو مُقاتل فنون قتالية مختلطة كندي. يُنافس في فئة وزن الديك في يو إف سي. وهو الأخ الأصغر للمدرب الرئيسي لصالة تريستار الرياضية فراس الذهبي.

## وصلات خارجية
- أيمن الذهبي على موقع يو إف سي (الإنجليزية)
- أيمن الذهبي على موقع شيردوغ (الإنجليزية)
- أيمن الذهبي على موقع Tapology.com (الإنجليزية)
- أيمن الذهبي على موقع IMDb (الإنجليزية)